# غوشناطية باهتة
غوشناطية باهتة (الاسم العلمي:Gochnatia sordida) هي نوع من النباتات تتبع جنس الغوشناطية من الفصيلة النجمية.